# Amélie de Wurtemberg
Titre
Duchesse consort de Saxe-Altenbourg
29 septembre 1834 – 28 novembre 1848
(14 ans, 1 mois et 30 jours)
Amélie Thérèse Louise Wilhelmina Philippine de Wurtemberg (née le 28 juin 1799 à Wolany et décédée le 28 novembre 1848 à Altenbourg) est une duchesse de Wurtemberg, devenue par mariage, duchesse de Saxe-Altenbourg, de 1834 à sa mort. 
Elle est l’ancêtre de Philip Mountbatten, de Sophie de Grèce et de cinq souverains de Grèce. 

## Biographie

### Environnement familial
Amélie Thérèse Louise Wilhelmina Philippine de Wurtemberg naît au château de Wolany en Basse-Silésie, le 28 juin 1799.
Elle est la seconde fille de Louis-Frédéric de Wurtemberg et d'Henriette de Nassau-Weilbourg. 
Elle a un frère aîné, Adam de Wurtemberg (1792-1847), sans alliance, issu du premier mariage de son père avec Maria Anna Czartoryska. Elle a également trois sœurs et un frère utérins : 1) Marie-Dorothée (1797-1855), mère de Marie-Henriette reine des Belges, 2) Pauline-Thérèse (1800-1873), reine consort de Wurtemberg, 3) Élisabeth (1802-1864), épouse de Guillaume de Bade et 4) Alexandre (1804-1885), fondateur de la branche dite de Teck et grand-père de la reine Mary du Royaume-Uni.
Amélie et ses sœurs sont en partie élevées par une gouvernante française : Alexandrine des Écherolles (1777-1843), mémorialiste et dame d'honneur de la duchesse Henriette de Wurtemberg.

### Mariage et enfants
Elle épouse le 24 avril 1817, à Kirchheim unter Teck, le duc Joseph de Saxe-Altenbourg (1789-1868) qui succède à son père en qualité de duc régnant de Saxe-Altenbourg en 1834.

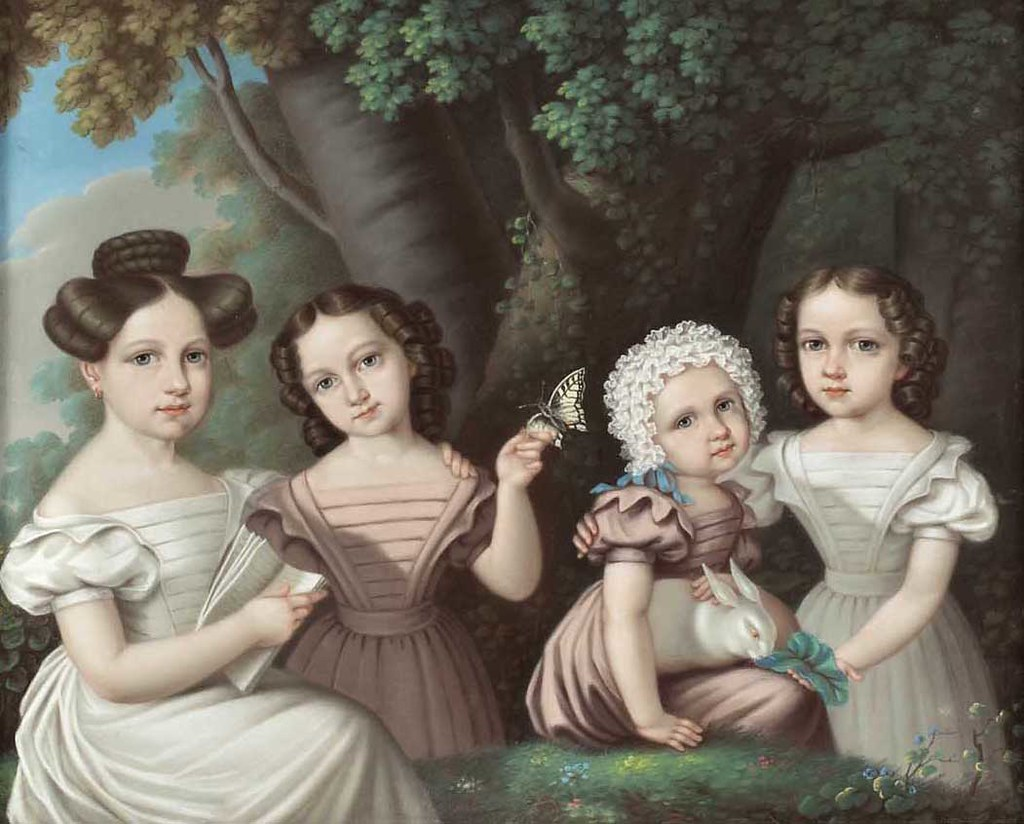
Les quatre filles survivantes d'Amélie vers 1832.

Amélie de Wurtemberg et Joseph de Saxe-Altenbourg ont six filles :
1. Marie de Saxe-Altenbourg (Hildburghausen 14 avril 1818 - Gmunden 9 janvier 1907), elle épouse à Hanovre, le 18 février 1843 Georges V de Hanovre (maison de Hanovre) ;
2. Pauline de Saxe-Altenbourg (Kirchheim unter Teck 24 novembre 1819 - Hildburghausen 11 janvier 1825) ;
3. Thérèse de Saxe-Altenbourg (Hildburghausen 9 octobre 1823 - Altenbourg 3 avril 1915), célibataire ;
4. Élisabeth de Saxe-Altenbourg (Altenbourg 26 mars 1826 - Oldenbourg 2 février 1896), elle épouse à Altenbourg, le 10 février 1852 le grand-duc Pierre II d'Oldenbourg, (1827-1900), (maison d'Oldenbourg-Gottorp) ;
5. Alexandra de Saxe-Altenbourg (Altenbourg 8 juillet 1830 - Saint-Pétersbourg 6 juillet 1911), elle épouse à Saint-Pétersbourg, le 11 septembre 1848  le grand-duc Constantin Nikolaïevitch de Russie (1827-1892) (maison Romanov) et devient Alexandra Iossifovna ;
6. Louise de Saxe-Altenbourg (Altenbourg 4 juin 1832 - Hummelshain 29 août 1833).

Les princesses Thérèse, Élisabeth et Alexandra sont instruites par Carl Ludwig Nietzsche (1813-1849), le père du célèbre philosophe Friedrich Nietzsche.

### Mort
Amélie meurt, d'une grave maladie, le 28 novembre 1848 à Altenbourg, à l'âge de 49 ans. Son époux abdique deux jours plus tard en faveur de son frère Georges de Saxe-Altenbourg.

## Honneurs
- Dame d'honneur de l'ordre de Thérèse (Royaume de Bavière) ;
- Dame de l'ordre de Louise (Royaume de Prusse) ;
- Dame de l'ordre de Sainte-Catherine (Empire russe).